# 高原駅 (咸鏡南道)
高原駅（コウォンえき）は、朝鮮民主主義人民共和国咸鏡南道高原郡高原邑に位置する朝鮮民主主義人民共和国鉄道省平羅線と江原線の駅である。江原線の起点駅となっており、平羅線と江原線の分岐駅である。

## 歴史
- 1916年9月21日：咸鏡線（元山 - 高原 - 会寧）の途中駅として開業[1]。
- 1937年12月16日：平元東部線城内 - 高原間が開業し、分岐駅となる[2]。